# 이윤수 (가수)
이윤수는 대한민국의 남성 솔로 가수이다.
1962 2월 28일에 태어났다. 1980년대 후반 가수로 데뷔했으며, 1991년 <90 창신동 그리고...>를 발표했다. 이 앨범에는 이미키의 <먼지가 되어>가 수록되어 있다.

## 수상
92년 제4회 뮤직박스 가요대상  포크부문

## 앨범
- 1986.05.01 1집 이윤수의 "사랑 넋두리"
- 1989.03.30 2집 어둠은 아직도 끝나지 않고서
- 1991 3집 '90 창신동 그리고...
- 1993 4집 처음 본 느낌 그대로
- 1998.12.01 5집 눈 감을수록

## 참조
1. ↑  네이버 뮤직. “이윤수”. 2013년 7월 26일에 확인함.
2. ↑  네이버 뮤직. “이윤수”. 2013년 7월 26일에 확인함.
3. ↑  네이버 뮤직. “이윤수”. 2013년 7월 26일에 확인함.